# 君山銀針
君山銀針（くんざんぎんしん）は、中国茶の一種。黄茶を代表する品種。中国十大銘茶のひとつ。
中華人民共和国湖南省岳陽市西部にある洞庭湖の中にある、君山島（zh）で採れる茶葉から作られた物が本物。現在、君山銀針は緑茶タイプと黄茶タイプの2種類があるが、黄茶の方が高級で、年間生産量は1,000 kgにすぎないともされる貴重品である。本物の君山銀針は100グラムで数千円をくだらない。このため5グラムほどの少量から売られている。なお、気候環境の似た君山島周辺でも製造されているが、これらをも君山銀針に含むかは疑問も残る。
君山島は観光地としても知られており、岳陽楼の付近から船で渡ることができる。島内の茶園は無農薬栽培だが、観光地化した環境故、有機認証の取得は出来ず、君山島内で栽培された「本物の君山銀針」は有機認証を有していない。
摘採では一芯＋茎の一部が摘まれ、緑茶とは異なるゆっくりとした加熱処理を施された後、「悶黄（メンホワン）」と呼ばれる工程で茶葉のもつ酵素による酸化がゆっくりと行われる。この工程は通常の発酵食品の様な微生物が関与した発酵ではなく、黒茶以外の発酵茶に共通する"酵素による酸化発酵"を施す工程である。俗説では悶黄には微生物が関与するとも言われているが、実際には成分間の非常にゆっくりとした酸化反応であり、これは酵素によって齎されるものである。これは紅茶も例外ではなく、お茶における発酵を論ずる上では注意が必要な点であろう。中国茶の中で微生物が関与する発酵をしているのは六大茶類の中では黒茶のみである。
さっぱりとした風味の中にわずかに悶黄による香りが感じられる。ただし、初めて飲むと薄いと感じる人が多く、君山銀針のデリケートな味を理解するには、ある程度経験が必要である。また、淹れる水の質にも大きく影響される。
淹れ方は耐熱ガラスの器を使い、低めの温度の湯で淹れ、やや長めに蒸らす。透明なガラス器を用いると細長い茶葉に泡が付いて上下する姿を楽しむことができる。ガラス器で淹れる場合、香りを逃がさないように蓋をすることがコツ。